# ستيفاني النبر
ستفياني النبر (ولدت 12 يوليو 1987) هي لاعبة كرة قدم أردنية معتزلة.

## حياتها
تنحدر ستفاني من أسرة رياضية فوالدها مازن النبر رياضي مخضرم وعضو في إدارة نادي شباب الأردن. وشقيقها يوسف لاعب منتخب الشباب ونادي شباب الأردن وشقيقتها نتاشا لاعبة فريق آنسات شباب الأردن. ودرست إدارة الأعمال في الجامعة الأردنية.

## نشاطها الرياضي
لعبت مع فريق فورتشونا الدنماركي وتعتبر أول أردنية تحترف في الأندية الأوروبية. احترفت ستفاني بنادي شباب الأردن للسيدات ثم انتقلت إلى نادي الصداقة اللبناني  وقد التحقت النبر بفريق فورتشونا بعد مشاركة المنتخب الوطني الذي حل وصيفا في بطولة سباعيات نادي الضباط في الإمارات.

## أعتزالها
اعتزلت رياضة كرة القدم في 7 مارس 2020 وقد لعبت مباراتها الأخيرة ضد منتخب نجوم العرب على ستاد البترا في مدينة الحسين للشباب.

## الأهداف الدولية
| #  | تاريخ         | المكان                                                 | الخصم     | أهداف | النتيجة | المسابقة                                                          |
| -- | ------------- | ------------------------------------------------------ | --------- | ----- | ------- | ----------------------------------------------------------------- |
| 1  | 25 أبريل 2009 | ملعب اتحاد كرة قدم كوالالمبور، كوالالمبور، ماليزيا     | قرغيزستان | 2–0   | 7–1     | تصفيات كأس آسيا للسيدات 2022                                      |
| 2  | 25 أبريل 2009 | ملعب اتحاد كرة قدم كوالالمبور، كوالالمبور، ماليزيا     | قرغيزستان | 6–0   | 7–1     | تصفيات كأس آسيا للسيدات 2022                                      |
| 3  | 29 أبريل 2009 | ملعب اتحاد كرة قدم كوالالمبور، كوالالمبور، ماليزيا     | المالديف  | 5–0   | 9–0     | تصفيات كأس آسيا للسيدات 2022                                      |
| 4  | 29 أبريل 2009 | ملعب اتحاد كرة قدم كوالالمبور، كوالالمبور، ماليزيا     | المالديف  | 6–0   | 9–0     | تصفيات كأس آسيا للسيدات 2022                                      |
| 5  | 29 أبريل 2009 | ملعب اتحاد كرة قدم كوالالمبور، كوالالمبور، ماليزيا     | المالديف  | 8–0   | 9–0     | تصفيات كأس آسيا للسيدات 2022                                      |
| 6  | 29 أبريل 2009 | ملعب اتحاد كرة قدم كوالالمبور، كوالالمبور، ماليزيا     | المالديف  | 9–0   | 9–0     | تصفيات كأس آسيا للسيدات 2022                                      |
| 7  | 1 مايو 2009   | ملعب اتحاد كرة قدم كوالالمبور، كوالالمبور، ماليزيا     | فلسطين    | 1–0   | 5–0     | تصفيات كأس آسيا للسيدات 2022                                      |
| 8  | 1 مايو 2009   | ملعب اتحاد كرة قدم كوالالمبور، كوالالمبور، ماليزيا     | فلسطين    | 5–0   | 5–0     | تصفيات كأس آسيا للسيدات 2022                                      |
| 9  | 3 مايو 2009   | ملعب اتحاد كرة قدم كوالالمبور، كوالالمبور، ماليزيا     | أوزبكستان | 1–1   | 2–2     | تصفيات كأس آسيا للسيدات 2022                                      |
| 10 | 12 مارس 2011  | ستاد الأمير محمد، الزرقاء، الأردن                      | فلسطين    | 2–0   | 6–0     | مسابقة الاتحاد الآسيوي الأولمبية للسيدات 2012                     |
| 11 | 3 أكتوبر 2011 | مدينة زايد الرياضية، أبو ظبي، الإمارات العربية المتحدة | فلسطين    | 1–1   | 8–1     | بطولة غرب آسيا لكرة القدم للسيدات 2011                            |
| 12 | 7 أكتوبر 2011 | مدينة زايد الرياضية، أبو ظبي، الإمارات العربية المتحدة | العراق    | 1–0   | 4–0     | بطولة غرب آسيا لكرة القدم للسيدات 2011                            |
| 13 | 9 سبتمبر 2013 | ملعب توفونا، يانغون، ميانمار                           | ماليزيا   | 1–0   | 1–0     | بطولة اتحاد آسيا لكرة القدم للسيدات 2013                          |
| 14 | 15 أبريل 2014 | ستاد البتراء، عمان، الأردن                             | البحرين   | 2–0   | 3–0     | بطولة اتحاد غرب آسيا للسيدات 2014                                 |
| 15 | 15 أبريل 2014 | ستاد البتراء، عمان، الأردن                             | البحرين   | 3–0   | 3–0     | بطولة اتحاد غرب آسيا للسيدات 2014                                 |
| 16 | 19 أبريل 2014 | ستاد البتراء، عمان، الأردن                             | فلسطين    | 9–0   | 10–0    | بطولة اتحاد غرب آسيا للسيدات 2014                                 |
| 17 | 16 مايو 2014  | ملعب تونغ نهات، مدينة هو تشي منه، فيتنام               | أستراليا  | 1–3   | 1–3     | كأس آسيا للسيدات 2014                                             |
| 18 | 13 مارس 2015  | ستاد البتراء، عمان، الأردن                             | فلسطين    | 3–0   | 6–0     | بطولة الاتحاد الآسيوي المؤهلة للألعاب الأولمبية للسيدات لعام 2016 |
| 19 | 13 مارس 2015  | ستاد البتراء، عمان، الأردن                             | فلسطين    | 5–0   | 6–0     | بطولة الاتحاد الآسيوي المؤهلة للألعاب الأولمبية للسيدات لعام 2016 |
| 20 | 15 مارس 2015  | ستاد البتراء، عمان، الأردن                             | أوزبكستان | 1–0   | 2–0     | بطولة الاتحاد الآسيوي المؤهلة للألعاب الأولمبية للسيدات لعام 2016 |
| 21 | 15 يناير 2019 | ملعب المحرق، المحرق، البحرين                           | البحرين   | 1–0   | 1–0     | بطولة اتحاد غرب آسيا للسيدات 2019                                 |

## روابط خارجية
- ستيفاني النبر على موقع Soccerway.com (الإنجليزية)
- ستيفاني النبر على موقع GSA (الإنجليزية)